# Couvent franciscain de Guča Gora
Le couvent franciscain de Guča Gora est un couvent de franciscains situé à Guča Gora, dans la municipalité de Travnik en Bosnie-Herzégovine. Fondé en 1859, il est inscrit sur la liste provisoire des monuments nationaux de Bosnie-Herzégovine.
Le couvent est dédié à saint François d'Assise.

## Localisation

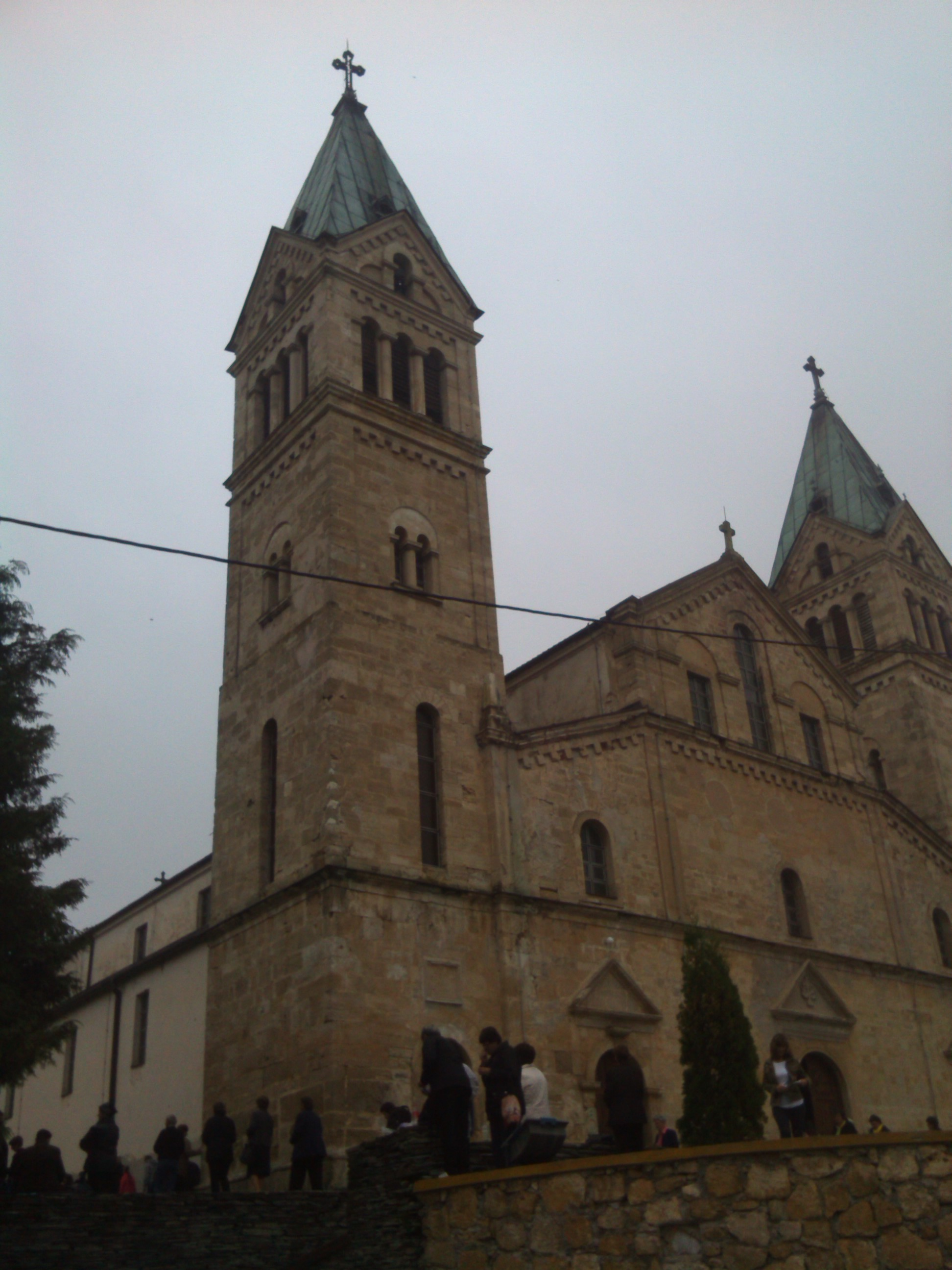
L'église du couvent

## Architecture

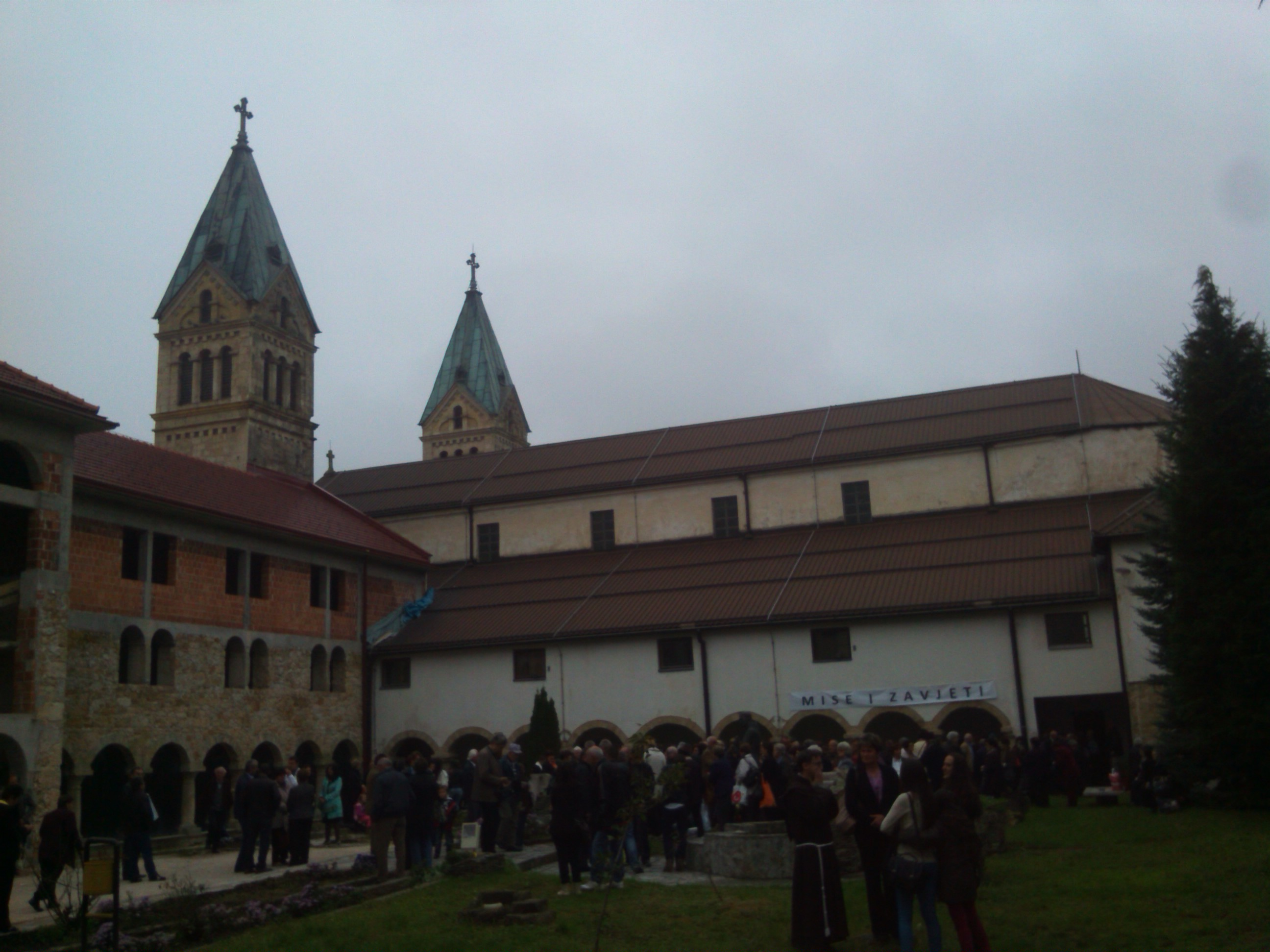
Autre vue du couvent